# デイア
デイア（カタルーニャ語: Deià）は、スペイン・バレアレス諸島州のムニシピ。バレアレス諸島・マリョルカ島の北西岸に位置する。

## 地理

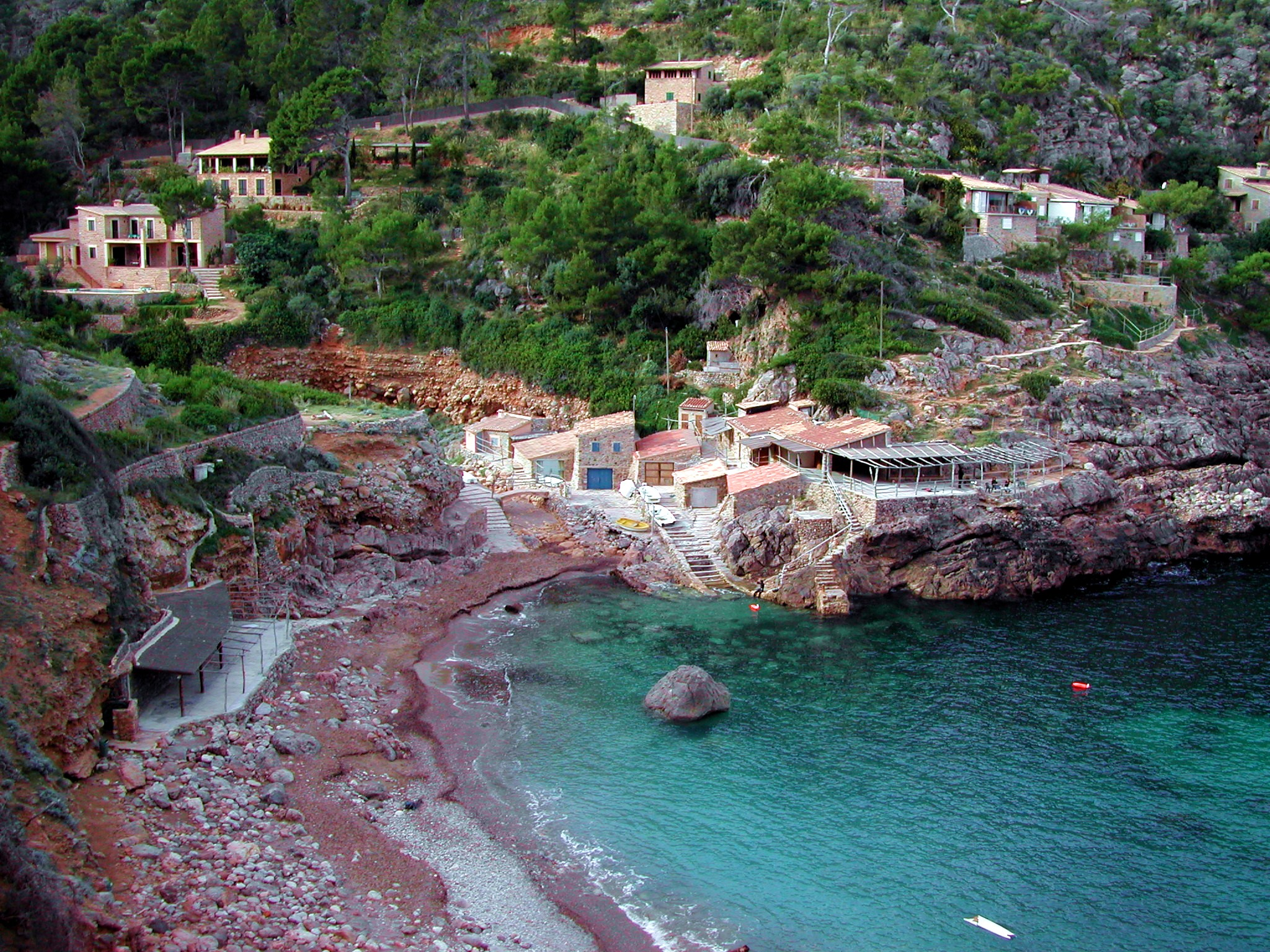
デイアの入江

デイアはマリョルカ島北西部にあり、バルデモーサ、ソーリェル、ブニョーラの各自治体に挟まれている。トラムンターナ山脈に囲まれており、町を見下ろす丘の頂上部には教会がある。
マリョルカ島では比較的標高の高いテイシュ山(1062m)の中腹、標高約200m地点に集落があり、強い北風から町を保護するために南斜面に築かれている。自治体は5kmの海岸線といくつかのビーチを持つ。町並みの周囲には牧歌的な風景が広がっており、オレンジやオリーブの果樹園がある。自動車でマリョルカ島の主都パルマ・デ・マリョルカからデイアに向かうには坂と崖が連続する山道を通らねばならず、距離が短い割に時間がかかる。

### 地区
- デイア地区 : 634人
- リュカルカリ地区 : 11人
- カラ・デイア地区 : 3人
- レス・コベス地区 : 16人
- レンペルタダ地区 : 30人
- ソン・コル地区 : 14人

人口は2006年

## 歴史

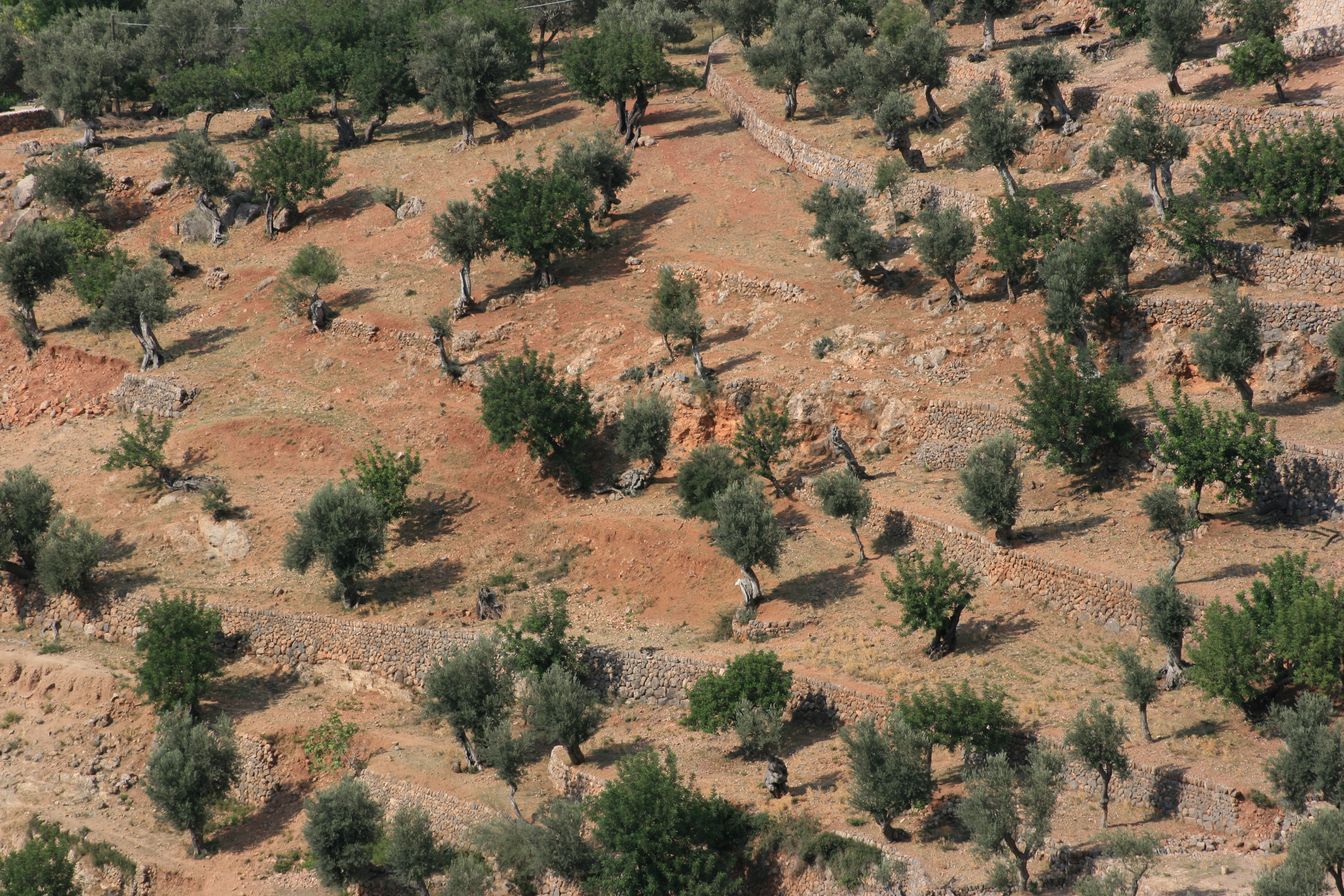
デイアの果樹園

デイアはかつてDeiàではなくDeyaと書き、この名称はアラビア語で「町」や「野原」を意味した。町全体の排水設備はムーア人時代に建設された。10世紀から13世紀のイスラーム教徒の支配下で農業が発展し、14世紀にキリスト教徒が到着すると2つの修道院が建設された。
16世紀から17世紀には海賊を監視するためにいくつもの物見櫓が建設された。18世紀にはマリョルカ島の農業危機のために住民の多くがフランスに移住したが、彼らの多くは20世紀初頭に戻ってきた。オーストリア大公ルードヴィヒ・ザルヴァトール・フォン・エスターライヒ＝トスカーナはデイアに近い崖の上に城館を立て、マリョルカ島出身の女性と結婚した。マリョルカ島やデイアに関する著作物を残し、ヨーロッパの上流社会にデイアの名前を広めた。ルードヴィヒ・ザルヴァトールは第一次世界大戦勃発後にオーストリアに帰国しており、その子孫が管理する城館は観光地となっている。
第一次世界大戦後にはドイツ、イギリス、アメリカから亡命者がやってきた。1929年にはイギリス人作家のロバート・グレーヴスがデイアにやってきて、フランシスコ・フランコ総統がイギリス人を排除した1936年から1945年には亡命していたものの、その後は1982年に死去するまでデイアで暮らした。1920年代には無名の芸術家が多く移り住み、第二次世界大戦後にはヨーロッパの上流階級や成金がデイアの土地や農家を取得して別邸とした。この村ではブランド品を身につけているのは村人、エスパドリーユ（縄底のサンダル）や麦わら帽子というカジュアルな服装をしているのは他地域出身の裕福な人物であるとするジョークがある。

## 見どころ
デイアには伝統的なマリョルカ料理を提供するレストランや、バル、いくつものブティックなどがあり、英語が広く話されている。オテル・レシデンシアのレストラン「エル・オリーボ」はミシュランガイドで星を得ている。1994年9月に日本の天皇・皇后が渡欧した際には、スペイン国王のフアン・カルロス1世や王妃ソフィアとともにオテル・レシデンシアに滞在した。
街中には中世に由来する狭い石畳の通りがあり、丘の上には14世紀に築かれた教会や公営墓地がある。この墓地にはデイアに関連する数多くの著名人の墓があり、ロバート・グレーヴス、マティ・クラルバイン、ブライアン・マクミン（南アフリカの画家）、アルフレッド・ミラリェス（スペインの画家）などが埋葬されている。

## 文化

### 文学人

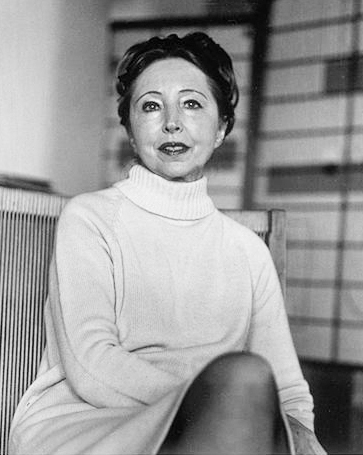
アナイス・ニン

フランス人著作家のアナイス・ニンは1920年代にこの村を訪れ、この村のビーチを舞台とする短編を書いた。スペイン人著作家のカルマ・リエラは近年にニンについての短編を書いている。ウルグアイ人小説家のクリスティーナ・ペリ・ロッシの『La nave de los loco』（愚か者の船）は、村の実名こそ登場しないもののこの村を舞台としている。2006年にノイシュタット国際文学賞を受賞したニカラグア人詩人・小説家のクラリベル・アレグリアはデイアに住んでいたことがある。

#### ロバート・グレーヴス

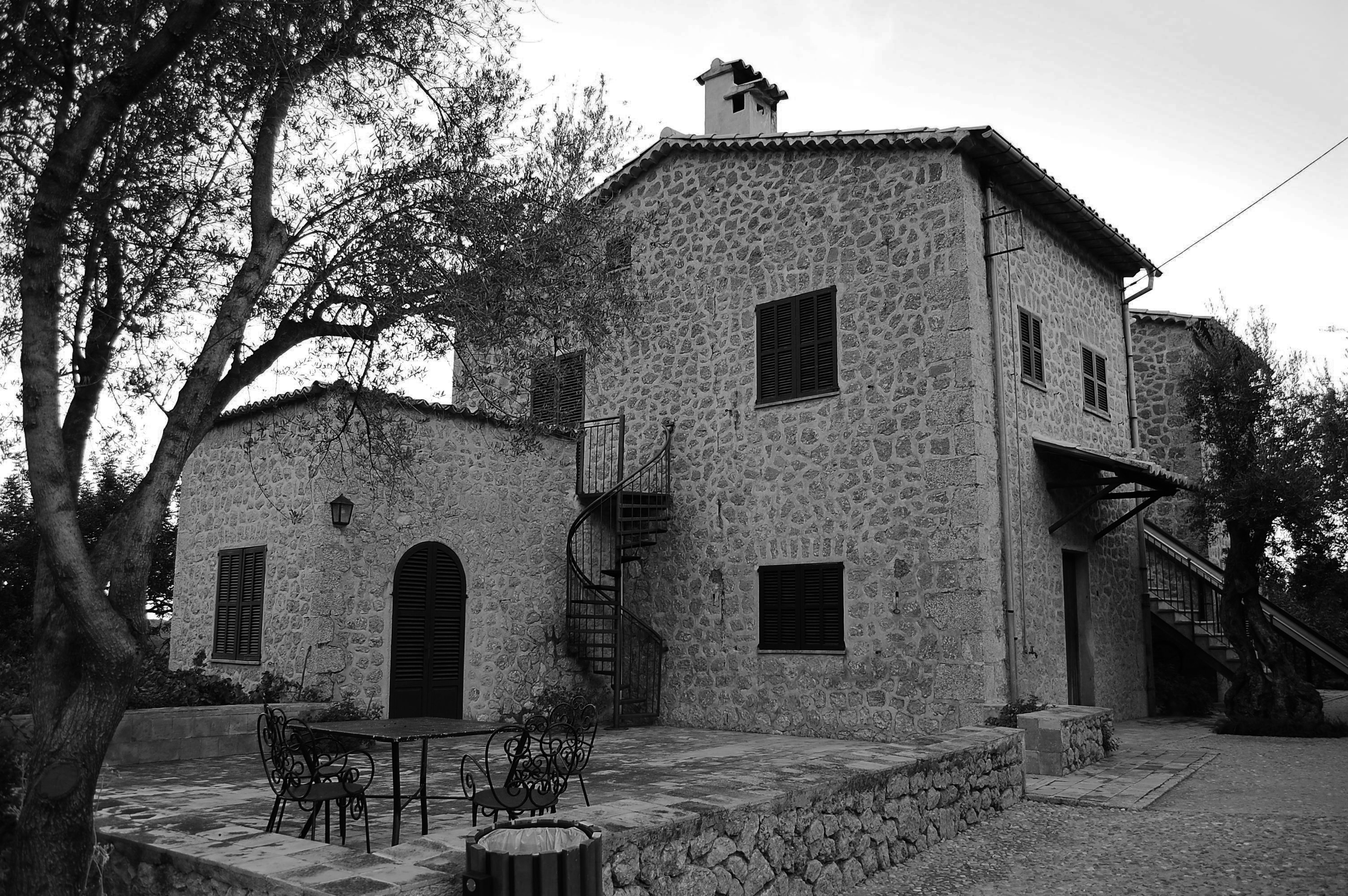
グレーヴスがデイアで住んだ家

イギリスの詩人・小説家のロバート・グレーヴスはこの村に定住した最初の外国人の一人である。グレーヴスは1929年、共同制作者であるアメリカの詩人・批評家・著作家のローラ・ライディングとともにデイアに移り住んだ。彼らがこの地にやってきたのは、友人の著作家であるガートルード・スタインにマリョルカ島を薦められたためである。2人はイギリスから印刷機を取りよせ、小規模出版社のセイシン・プレス社を設立した。1936年にスペイン内戦が勃発すると、総統に就任したフランシスコ・フランコはイギリス人をマリョルカ島から排除したため、グレーヴスはイギリスに亡命したが、第二次世界大戦後の1945年にデイアに戻り、1985年に死去するまでデイアに住んだ。
グレーヴスはこの村を歴史小説『Hercules my Shipmate』など多くの作品に使用している。グレーヴスは数多くの文学賞や功労賞を受賞しているが、「デイアの息子」の称号も得ており、彼自身は「デイアの息子」の称号をもっとも誇りに思っていた。グレーヴスは地中海を見下ろせる公営墓地に埋葬され、墓碑には「Robert Graves, Poeta」とだけ刻まれている。グレーヴスが住んでいた家は2006年夏に博物館として開館した。

### 音楽人

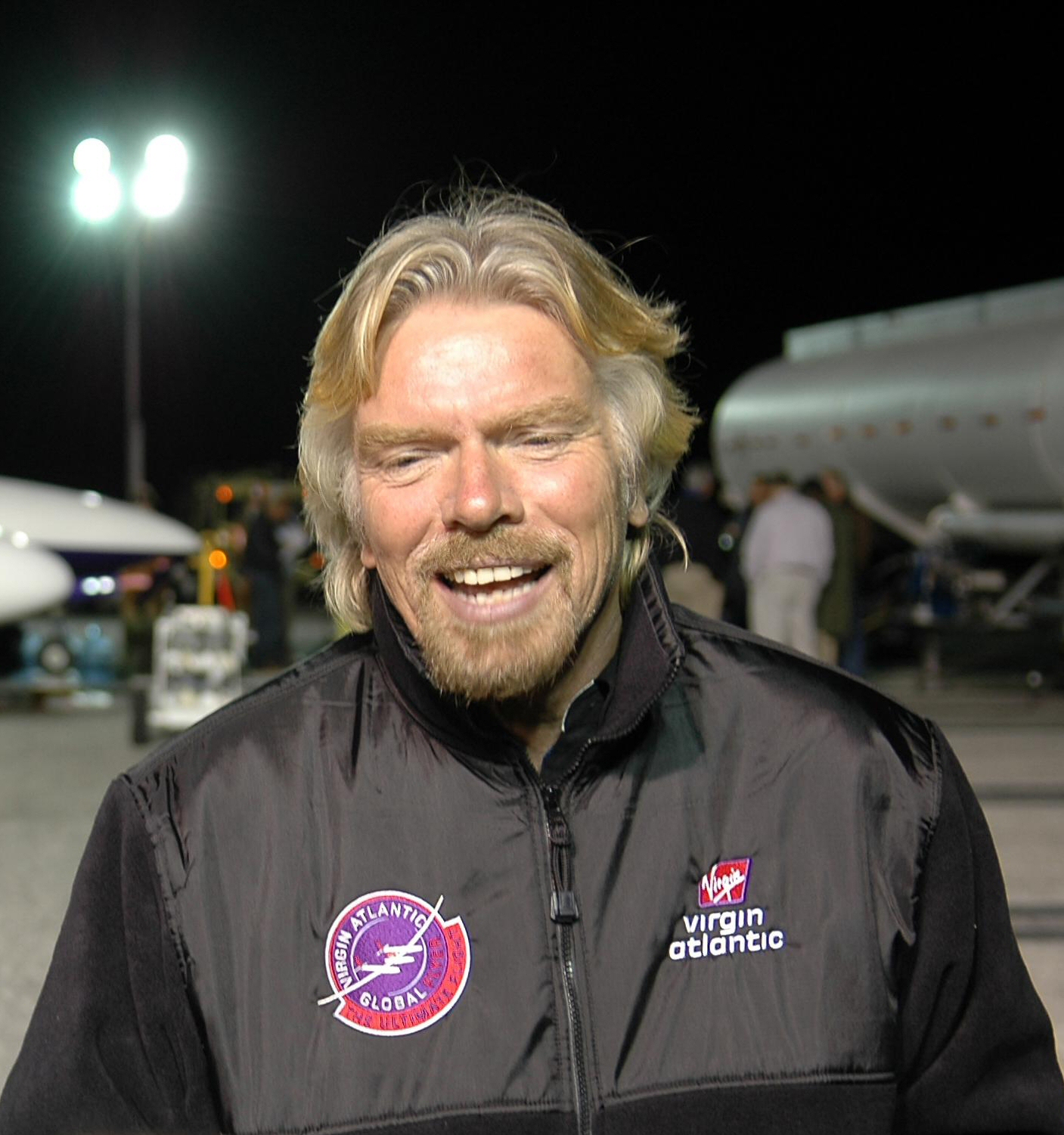
リチャード・ブランソン

ヴァージン・グループのリチャード・ブランソン会長はこの村に豪邸を持っているため、彼のレーベルのスターたちはしばしばこの村を訪れ、この村のバルであるカフェ・サ・フォンダでジャムセッションを行うこともある。
ケヴィン・エアーズ、ロバート・ワイアット、デヴィッド・アレンなど、カンタベリー・ロックのミュージシャンの何人かはデイアに別邸を持っている。1980年代末には、ミック・ジャガー、ギタリストのマーク・ノップラー、マイク・オールドフィールド、キャロライン・コアーなどのミュージシャンがしばしばここで演奏した。フィオン・レーガンのサードアルバム『100 Acres of Sycamore』は、彼がデイア滞在中にインスパイアされて製作したアルバムである。
カフェ・サ・フォンダでは常に音楽ライブが行われており、エリック・クラプトン、ケヴィン・エアーズ、ジュアン・ビビローニなどの著名なミュージシャンが即興でジャムセッションを行ったことがある。

### その他の人物
アメリカの考古学者であるウィリアム・ワルドレンはデイア考古博物館&研究センターを設立し、デイアで死去した。デイア考古博物館&研究センターはデイアでもっとも古い建物の一つを使用している。
2011年7月16日には、ポーランド人女性モデルのアンジャ・ルービックとセルビア人男性モデルのサーシャ・ネゼヴィックがこの村で挙式した。
マヌエル・デ・ファリャ（スペインの作曲家）、サンティアゴ・ルシニョール（カタルーニャの画家）、ウィリアム・ワルドレン、デヴィッド・アレン、アンドルー・ロイド・ウェバー（イギリスの作曲家）、マティ・クラルバイン（ドイツの現代画家）、ケヴィン・エアーズ（イギリスの作曲家）、ピアース・ブロスナン（アイルランドの俳優）などもこの村に別邸を構えていた。スペイン人画家のパブロ・ピカソもまたデイアを訪れたことがある。

## 人口
デイアの人口の約1/3は外国人である。
| デイアの人口推移 1900－2009                             |
|                                                         |
| 出典:INE（スペイン国立統計局）1900年 - 1991年、1996年 - |

## 政治
| デイア議会選挙結果(1979-2019)                | デイア議会選挙結果(1979-2019) | デイア議会選挙結果(1979-2019) | デイア議会選挙結果(1979-2019) | デイア議会選挙結果(1979-2019) | デイア議会選挙結果(1979-2019) | デイア議会選挙結果(1979-2019) | デイア議会選挙結果(1979-2019) | デイア議会選挙結果(1979-2019) | デイア議会選挙結果(1979-2019) | デイア議会選挙結果(1979-2019) |
| 政党                                         | 79                            | 83                            | 87                            | 91                            | 95                            | 99                            | 03                            | 07                            | 11                            | 15                            |
| -------------------------------------------- | ----------------------------- | ----------------------------- | ----------------------------- | ----------------------------- | ----------------------------- | ----------------------------- | ----------------------------- | ----------------------------- | ----------------------------- | ----------------------------- |
| 民主中道連合(UCD)                            | 6                             | -                             | -                             | -                             | -                             | -                             | -                             | -                             | -                             | -                             |
| PTI                                          | 1                             | -                             | -                             | -                             | -                             | -                             | -                             | -                             | -                             | -                             |
| マヨルカ連合(UM)                             | -                             | 5                             | 6                             | -                             | -                             | 2                             | 2                             | 1                             | -                             | -                             |
| マヨルカ連合(UM)/国民党(PP)                  | -                             | -                             | -                             | 6                             | -                             | -                             | -                             | -                             | -                             | -                             |
| 国民党(PP)/国民党(PP)＝ジュンツ・デイア(JxD) | -                             | -                             | -                             | -                             | 7                             | 5                             | 4                             | 4                             | 4                             | 4                             |
| スペイン社会労働党(PSOE)                     | -                             | 2                             | 1                             | -                             | -                             | -                             | -                             | -                             | -                             | -                             |
| プルグラシステス・ダ・デイア(Progr.)         | -                             | -                             | -                             | 1                             | -                             | -                             | -                             | -                             | -                             | -                             |
| ラグルパシオー・デイア(A.DEIA)               | -                             | -                             | -                             | -                             | -                             | -                             | 1                             | 2                             | 3                             | 3                             |

## ギャラリー

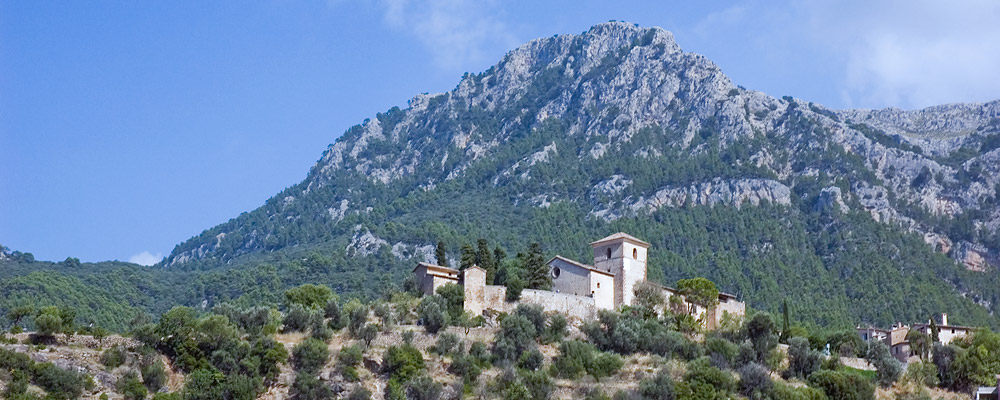
デイアから見たトラムンターナ山脈
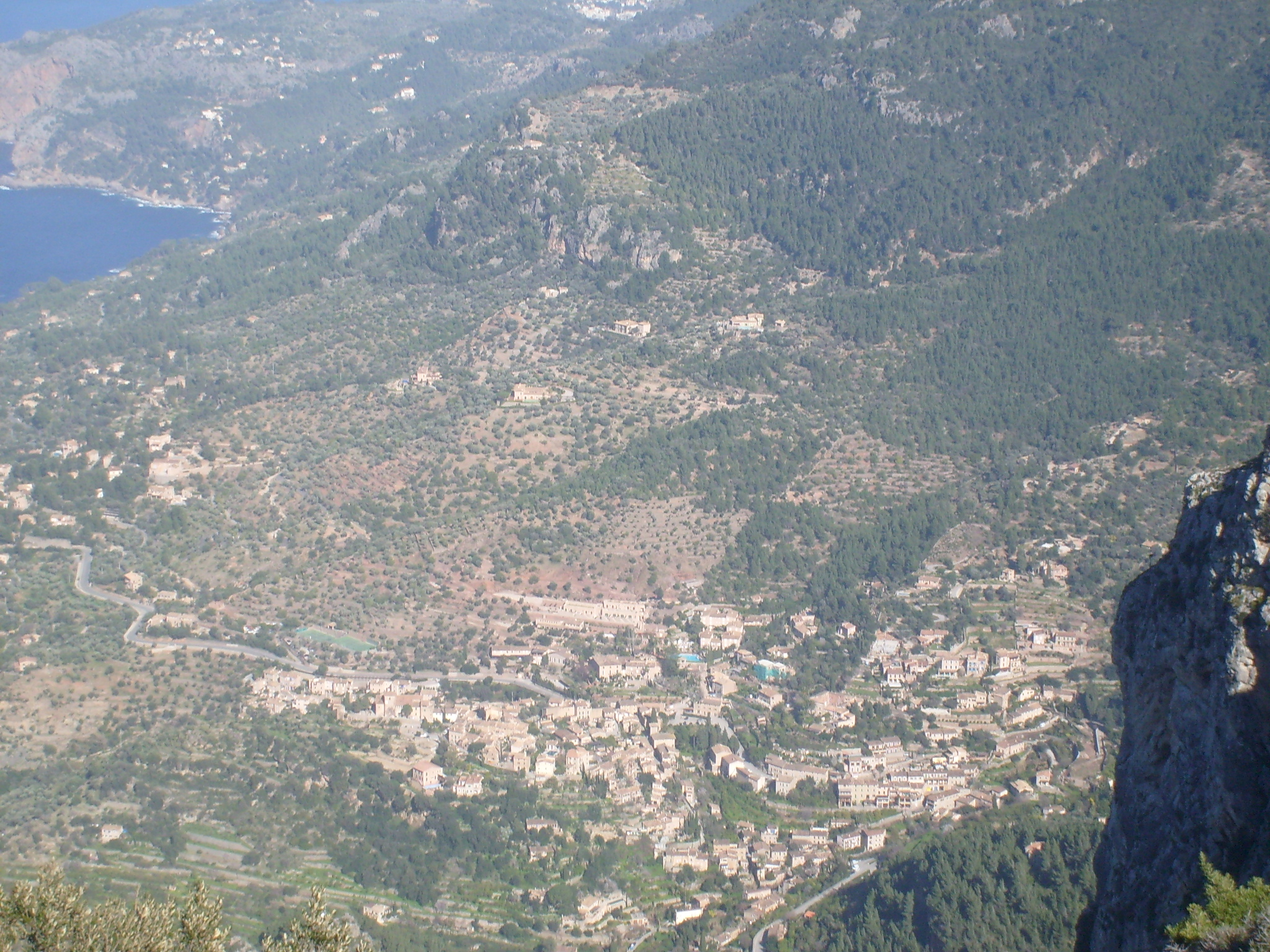
デイアの街並みと周囲の果樹園